# NGC 6745
NGC 6745 (també coneguda com a UGC 11391) és una galàxia irregular a uns 206 milions d'anys llum (63,5 mega-parsecs) de la constel·lació de la Lira. En realitat, es tracta d'un triplet de galàxies en procés de col·lisió.
Les tres galàxies estan en procés de col·lisió des de fa centenars de milions d'anys. Després de passar a través de la galàxia més gran (NGC 6745A), la més petita (NCG 6745B) ara s'allunya. La galàxia més gran probablement fou una galàxia espiral abans de la col·lisió, però fou deformada i actualment es mostra com una galàxia peculiar. És poc probable que cap estrella de les dues galàxies col·lidissin a causa de les grans distàncies entre elles. El gas, la pols i els camps magnètics ambientals de les galàxies, això no obstant, si que interacturaren en la col·lisió. Com a resultats d'aquesta interacció, la galàxia més petita probablement perdé la major part del seu medi interestel·lar que anà a la galàxia més gran.
L'edat de NGC 6745 s'estima en ~10 milions d'anys.